# Adam Ludwig von Blumenthal
Adam Ludwig von Blumenthal (* 26. März 1691 in Breda; † 23. September 1760 in Berlin) war preußischer Staats- und Kriegsminister sowie Ritter des Schwarzen Adlerordens.

## Leben

### Herkunft
Adam Ludwig war ein Angehöriger des märkischen Adelsgeschlechts von Blumenthal. Er war ein Sohn des preußischen Oberst und Erbherrn auf Blumenthal, Dahlhausen, Horst und Guhrau, Adam Heinrich von Blumenthal (1654–1693) und der Barbara Hedwig, geborene von Hindenburg (1673–1718).

### Werdegang
Blumenthal besuchte das Collegium Groeningianum in Stargard, bevor er zum Jurastudium 1708 an die Universität Halle wechselte. 1709 besuchte er die Universität Jena, 1711 kehrte er nach Halle zurück und schloss seine Ausbildung ab.
Hiernach trat er in das väterliche Erbe, den Gutsbesitz zu Dahlhausen und Horst, ein. Zusätzlich erwarb er späterhin Falkenhagen, Paretz, Pretschen und Wittmannsdorf. 1729 kaufte er auch die Güter Banskow und Liepen sowie 1729 Dresow bei Stolp, welche er jedoch sämtlich 1743 an seinen Schwiegersohn Johann Jakob von Wobeser abgab. Schlussendlich erwarb er 1755 auch Ziegenhagen im Kreis Saatzig.
Seit dem Frühjahr 1735 dirigierte er die Kammerdeputation in Gumbinnen. Er übernahm zusätzlich am 27. Juli 1736 den Vizevorsitz der Kammer in Königsberg. Am 2. August 1736 wurde Blumenthal zum Minister ernannt und im Juni 1739 erhielt er den Schwarzen Adlerorden. Seit dem 22. Juli 1745 stand er als Präsident dem 1. Department des Generaldirektoriums vor. Im Frühjahr 1747 hielt er sich erneut in Preußen auf, wurde aber im Spätsommer 1748 in Stettin sowie im Sommer 1750 in Küstrin mit Aufgaben betraut. 
Friedrich II. war mit Blumenthal durchgängig sehr zufrieden und so konnte er während seiner Laufbahn einflussreiche Positionen wie die eines Geheimen Etats- und Kriegsministers, sogar eines dirigierenden Ministers bekleiden. Er war häufig mit Finanz- und Akziseangelegenheiten betraut, jedoch auch mit Kolonistensachen.

### Familie
Aus seiner Ehe mit Sophie Esther von Hoym aus dem Hause Poblotz (1697–1733) sind sieben Kinder hervorgegangen:
- Catharina Maria (1714–1770) ⚭ 1743 Graf Otto Friedrich Christoph von Podewils (1702–1760), Erbherr auf Bosenz, Buckow, Bussin, Crangen, Drenzig, Kummerow, Latzig, Nesekow, Schwarzin, Söllnitz und Wintershagen[3]
- Esther Hedwig Juliane (1715–1764) ⚭ 1736 Joachim Wilhelm von Ahlimb, preußischer Oberst, Herr auf Ringenwalde
- Heinrich Georg (1716–1756), preußischer Major ⚭ 1743 Gräfin Theresia d’Harscamp (1712–1782)
- Adam Ludwig (1717–1754), preußischer Kapitän
- Anna Elisabeth (1719–1744) ⚭ Johann Jakob von Wobeser, Herr auf Bansekow, Liepen und Dresow
- Otto Friedrich (1720–1745), preußischer Major
- Hans (1722–1788), preußischer Oberst und Oberhofmeister, Herr auf Blumenthal, Dahlhausen, Horst, Paretz, Pretschen, Wittmannsdorf und Ziegenhagen ⚭ 1761 Gräfin Friederike Elisabeth Ulrike Amalie von Wartensleben (1741–1808), Tochter von General Leopold Alexander von Wartensleben und Enkelin von General Paul Anton von Kameke

1734 vermählte er sich in zweiter Ehe mit Catharina Caroline Constantina von Woedtke (1706–1777), Witwe des Saatziger Landrats Franz von Güntersberg auf Falkenwalde (1673–1730).